# Avto Endeladze
Avto Endeladze (in georgiano ავთო ენდელაძე?; Zugdidi, 17 settembre 1994) è un calciatore georgiano, attaccante dell'Odishi Zugdidi.

## Carriera
Nella stagione 2010-2011 ha collezionato 3 presenze in massima serie con la maglia del Zugdidi.